# اکلاهما! (فیلم ۱۹۵۵)
اکلاهما! (انگلیسی: Oklahoma!) فیلمی در ژانر موزیکال به کارگردانی فرد زینمان است که در سال ۱۹۵۵ منتشر شد.

## بازیگران
- گوردون مک‌ری
- گلوریا گراهام
- جین نلسون
- شارلوت گرینوود
- شرلی جونز
- راد استایگر
- جیمز ویتمور
- باربارا لارنس
- ادی آلبرت
- جیمز میچل
- راسل سیمپسون